# 凱韋卡 (亞利桑那州)
凱韋卡（英語：Kawaika-A）是位於美國亞利桑那州納瓦霍縣的一個非建制地區。該地的面積和人口皆未知。

## 地理
凱韋卡的座標為35°44′41″N 110°13′14″W / 35.74472°N 110.22056°W，而該地的平均海拔高度為1960米（即6440英尺）。